# Gastrancistrus glabellus
Gastrancistrus glabellus är en stekelart som först beskrevs av Christian Gottfried Daniel Nees von Esenbeck 1834.  Gastrancistrus glabellus ingår i släktet Gastrancistrus och familjen puppglanssteklar. Arten är reproducerande i Sverige. Inga underarter finns listade i Catalogue of Life.